# Cam Ranh
Cam Ranh és una ciutat de la província de Khánh Hòa, a la regió de la Costa Central del Sud del Vietnam. És la segona ciutat més gran de la província, després de Nha Trang. Es troba a la badia de Cam Ranh i ocupa una àrea de 316 km². Té un clima de sabana tropical (classificació climàtica de Köppen: As).

## Història
Cam Ranh, conegut en llengua ede com a Kăm Mran, és una terra estretament associada amb el desenvolupament de la cultura txampa. Des de l'antiguitat, Cam Ranh ha estat un important centre comercial del regne de Txampa. Cam Ranh també va ser el bressol d'algunes minories ètniques, principalment txams, sde i raglai.
El 1939, el govern colonial francès va establir-hi l'Agència Administrativa de Ba Ngòi, que estava subordinada a la província de Khánh Hòa. Aquest ens incloïa parts dels districtes de Vĩnh Xương i Ninh Thuận. Durant aquell període, Cam Ranh va ser construït pels francesos com una important base militar, amb nombroses fortificacions i la construcció de l'aeroport de Cam Ranh.
Després de 1954, Cam Ranh va passar a formar part de la província de Khánh Hòa del Vietnam del Sud. El govern de Vietnam del Sud va continuar desenvolupant Cam Ranh com una base militar important. Durant la Guerra del Vietnam, Cam Ranh va ser un important bastió militar de l'exercit dels Estats Units d'Amèrica i del govern sud-vietnamita.